# Evergestis sophialis
Evergestis sophialis is een vlinder uit de familie grasmotten (Crambidae). De wetenschappelijke naam is voor het eerst gepubliceerd in 1787 door Johan Christian Fabricius.

## Verspreiding
De soort komt voor in Midden- en Zuid-Europa en Turkije.

## Waardplanten
De rups leeft tussen samengesponnen bladeren van Descurainia sophia en Sisymbrium soorten.